# Club sportif Matiti Mabe
Maillots
Le CS Matiti Mabe est un club de football congolais basé à Bandundu.

## Entraîneurs
- 2018 :  Fiston Moke

## Palmarès
LIFBAN (2)
- Champion : 2002, 2004